# Liste der Naturdenkmale in Langweiler (bei Idar-Oberstein)
Die Liste der Naturdenkmale in Langweiler nennt die im Gemeindegebiet von Langweiler ausgewiesenen Naturdenkmale (Stand 15. Juli 2013).

## Naturdenkmale
| Nr.         | Bezeichnung    | Lage                                             | Beschreibung                                                                    | Bild                                    |
| ----------- | -------------- | ------------------------------------------------ | ------------------------------------------------------------------------------- | --------------------------------------- |
| ND-7134-435 | Franzosenlager | nordwestlich des Ortes; Abteilung Hochwald Lage  | Schanze                                                                         | Direkt Bild zu diesem Denkmal hochladen |
| ND-7134-436 | Altes Schloss  | nördlich des Ortes; Abteilung Altes Schloss Lage | Steinhalde, eventuell Ruine einer Warte; flächenhaftes Naturdenkmal, ca. 0,5 ha | Direkt Bild zu diesem Denkmal hochladen |

## Ehemalige Naturdenkmale
| Nr. | Bezeichnung                              | Lage                    | Beschreibung | Bild                                    |
| --- | ---------------------------------------- | ----------------------- | --- | --------------------------------------- |
|     | Bruch Engelswäsgeswiese und Oberhochwald | nördlich des Ortes Lage | Feuchtgebiet mit Moorflächen; flächenhaftes Naturdenkmal, ca. 7 ha; Rechtsverordnung aufgehoben, jetzt Teil des Naturschutzgebietes Engelswäsgeswiese | Direkt Bild zu diesem Denkmal hochladen |